# Jesse Jackson
Jesse Louis Jackson, Sr (nascut Jesse Louis Burns, 8 d'octubre de 1941) és un activista pels drets civils i pastor baptista. Va ser candidat a la nominació presidencial demòcrata en les eleccions de 1984 i 1988 i va servir com un Senador a l'ombra pel Districte de Columbia des del 1991 fins al 1997. És fundador de les organitzacions que es van fusionar per formar Rainbow/PUSH. El seu fill gran Jesse Jackson, Jr va ser membre de la Cambra de Representants. Va tenir un programa a la cadena CNN entre el 1992 i 2000.